# Philip Johan von Strahlenberg
Philip Johan von Strahlenberg, cognome originario Tabbert (Stralsund, 6 ottobre 1677 – Fröllinge, 2 settembre 1747), è stato un militare, geografo, cartografo ed etnologo svedese di origine tedesca.
Dette un contributo notevole agli studi sulla cartografia e sull'etnologia della Russia ed è noto per aver stabilito convenzionalmente il confine orientale tra Europa ed Asia, su incarico del governo russo. Tale confine ("linea di von Strahlenberg"), per quanto riguarda gli Urali, è ancor oggi quello seguito internazionalmente; nel restante tratto è stato oggetto di alcune varianti.

## Biografia

Mappa dell'Impero russo pubblicata da Philip Johan von Strahlenberg nel 1730

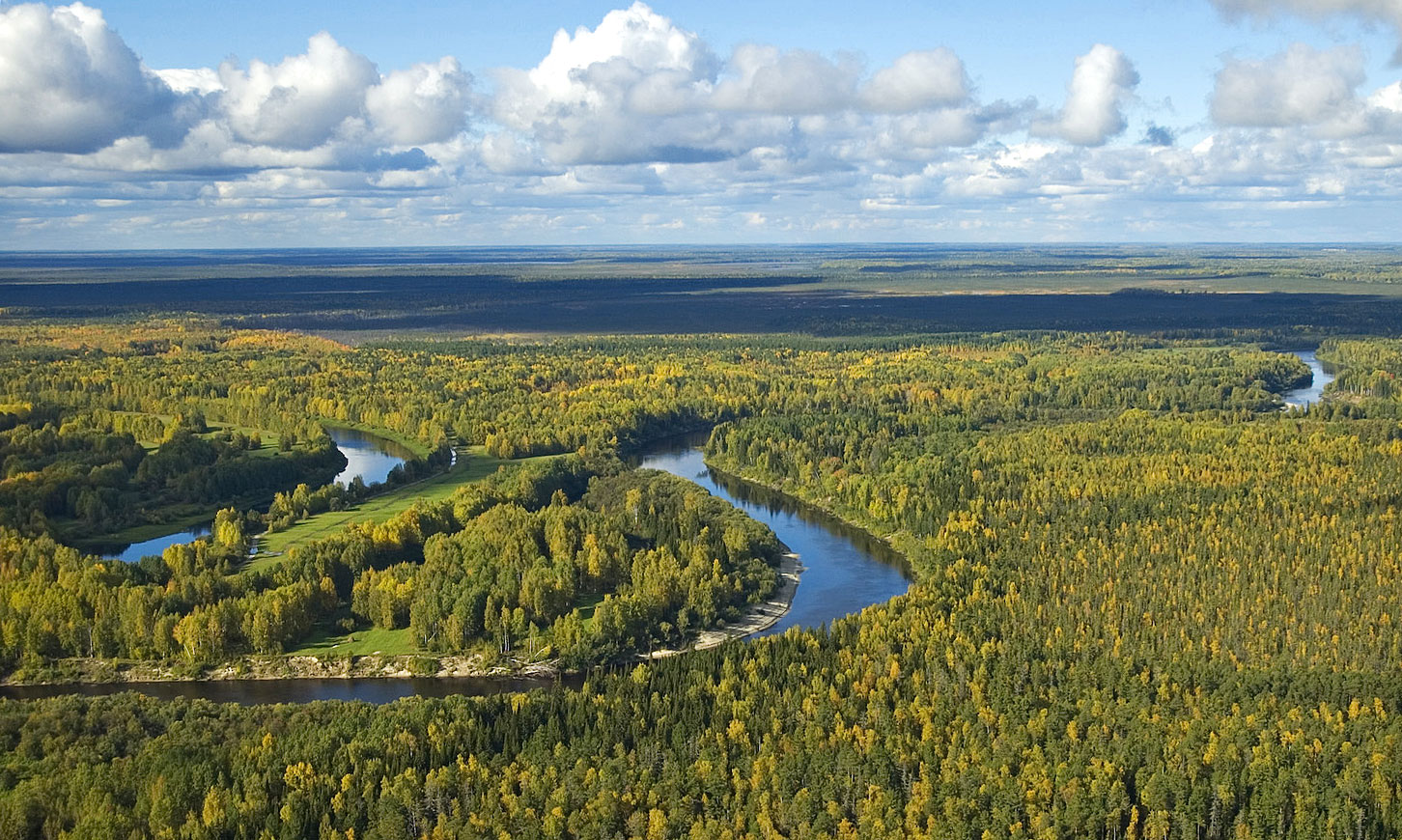
Il fiume Vasjugan (Васюган), affluente di sinistra dell'Ob', nel territorio esplorato da von Strahlenberg e von Matérn

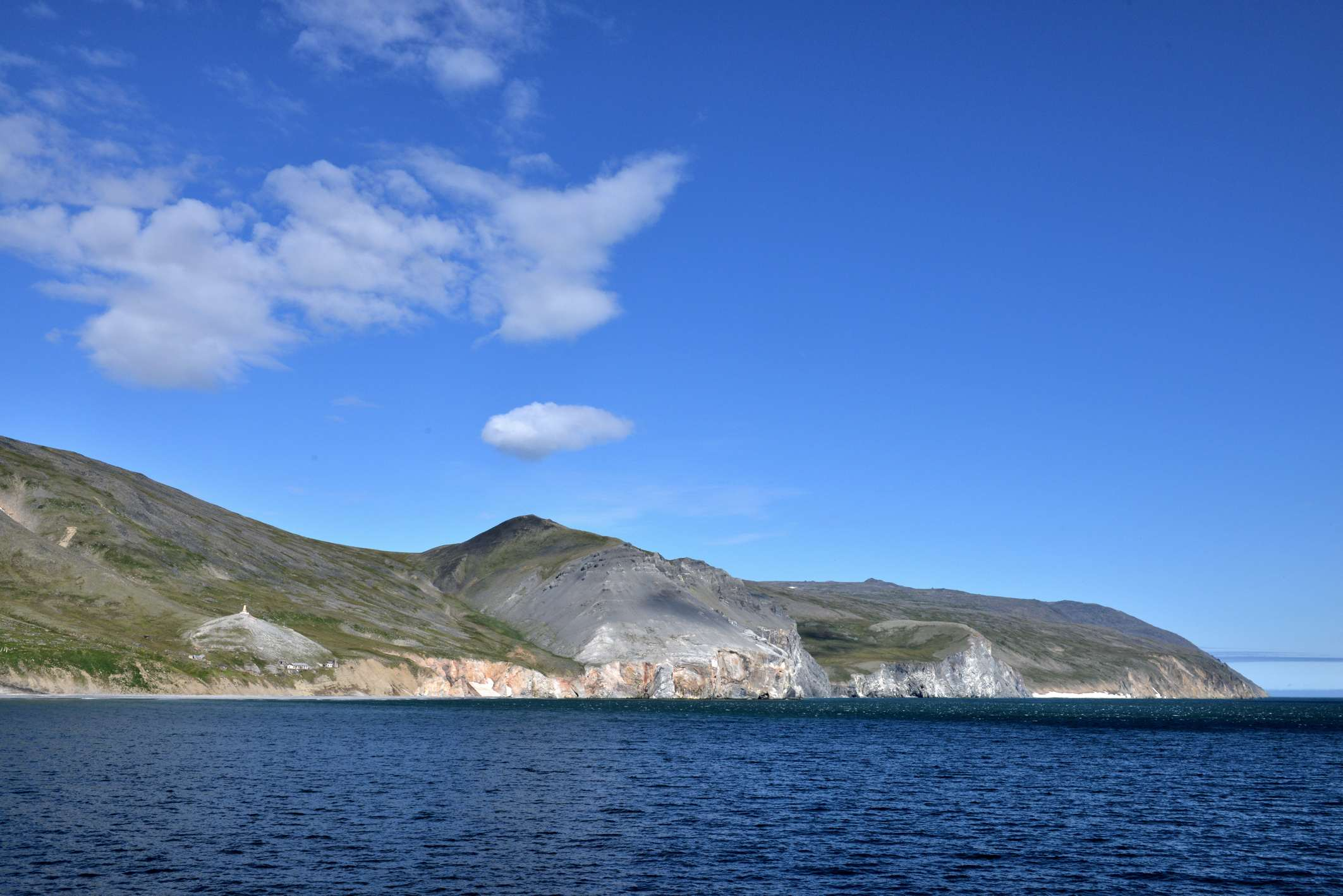
Capo Dežnëv, estremità della penisola dei Ciukci, da cui von Strahlenberg si imbarcò e attraversò lo stretto di Bering

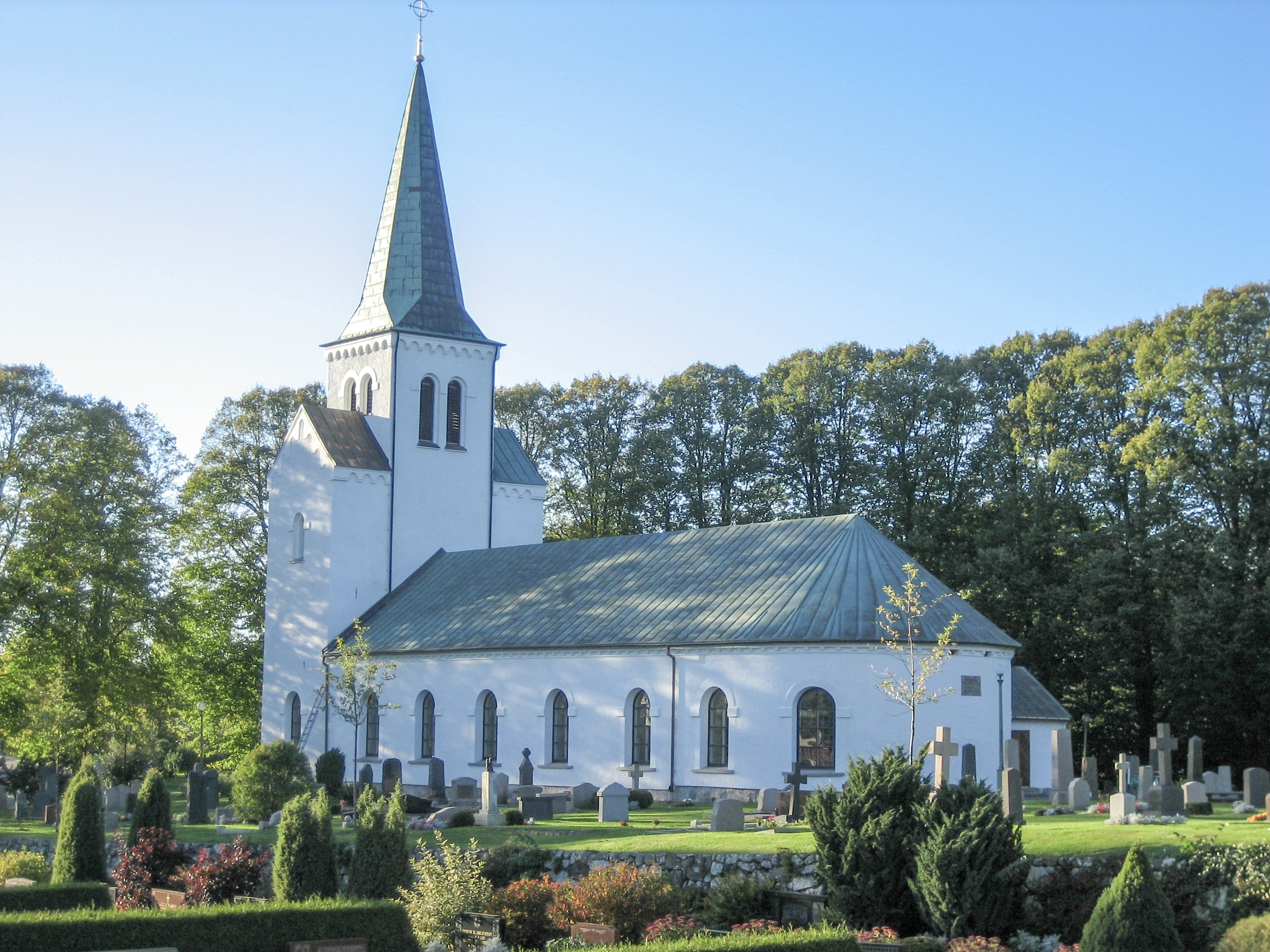
Il cimitero della chiesa di Getinge in Svezia, ove è sepolto Philip Johan von Strahlenberg

### Soldato nella grande guerra del nord
Di origine tedesca, Strahlenberg nacque il 6 ottobre 1677 a Stralsund, città della Pomerania che all'epoca era sotto il controllo svedese, ed il suo nome originale era Philip Johan Tabbert.
Si arruolò nell'esercito svedese nel 1694 e, scoppiata la grande guerra del nord nel 1700, fu promosso capitano nel 1703. Nel 1707 gli furono concessi i titoli di nobiltà e assunse il nome von Strahlenberg. Nel 1709, nel corso della battaglia di Poltava, fu catturato dalle truppe russe, mentre cercava di trovare e salvare il fratello, anch'egli soldato. Come prigioniero di guerra venne mandato nel 1711 a Tobol'sk, storica capitale della Siberia Occidentale. Rimase prigioniero fino al 1721.

### Prigioniero di guerra ed esploratore
Durante la permanenza forzata in Siberia, ricevette dal governatore di Tobol'sk, il principe russo Matvej Petrovič Gagarin, il permesso di viaggiare e raccogliere materiali sulla geografia, la storia e l'etnografia della Siberia occidentale, territorio ancora in larga parte inesplorato, tanto che il governo russo stesso, che se ne dichiarava padrone, sapeva poco delle popolazioni che vi abitavano e ignorava se l'Asia e l'America fossero collegate oppure separate da uno stretto.
Von Strahlenberg studiò la lingua e i costumi delle popolazioni locali (Tatari, Jakuti, Ciuvasci, Tatari di Crimea, Uzbeki, Baschiri, Kirghisi, Turkmeni, Mongoli Buriati, Mongoli Calmucchi e Ciukci). È considerato il fondatore della glottologia ugro-finnica e dell'etnologia uralo-altaica. Mentre studiava i rituali sciamanici degli indigeni della Siberia, notò l'uso dell'ovolo malefico (Amanita muscaria) nei loro rituali.
Suo compagno di viaggio era un altro prigioniero di guerra svedese: Johan Anton von Matérn, che si assunse l'incarico di redigere delle mappe, non avendo von Strahlenberg una formazione in questo campo. Insieme esplorarono i bacini inferiori dei fiumi Ob' e Enisej. Dopo aver percorso tutta la Siberia, arrivarono sino all'estremità orientale dell'Asia, la penisola dei Ciukci, e attraversarono quello che sarebbe poi stato chiamato lo stretto di Bering, alcuni anni prima dell'esploratore da cui prende il nome. Non è chiaro però se raggiunsero l'Alaska o le Aleutine; tuttavia, ebbero la prova che l'Asia e l'America non erano collegate tra loro
Dopo il ritorno a Tobol'sk, scoppiò un incendio nell'abitazione di von Strahlenberg che, prima di scappare, raccolse frettolosamente le sue carte e i suoi scritti in un baule che gettò dalla finestra per salvarli dal fuoco. Prima di poterlo recuperare, il baule venne prontamente rubato. Von Strahlenberg non si scoraggiò, ma elaborò una nuova mappa. Intorno al 1717, lo stesso governatore che gli aveva consentito i viaggi di esplorazione, Matvej Petrovič Gagarin, confiscò la nuova mappa e proibì a von Strahlenberg di crearne altre, minacciando di inviarlo ancora più a nord. L'esploratore svedese, però, aveva prudentemente stilato delle mappe di riserva.

### Ritorno in Svezia
La grande guerra del nord terminò nel 1721 con la sconfitta della coalizione svedese, ma questa notizia arrivò in Siberia l'anno seguente. Von Strahlenberg iniziò allora il suo lungo viaggio di ritorno in Svezia, arrivando a Stoccolma nell'agosto del 1723. Si mise allora all'opera per trovare un editore che pubblicasse i suoi studi e le sue mappe.
Nel 1730 pubblicò in tedesco il libro Das Nord - und Ostliche Theil von Europa und Asia ("Europa nord-orientale e Asia"), dove raccolse i risultati delle sue ricerche. Il libro ebbe una vasta eco e fu presto tradotto in inglese, francese e spagnolo. Quando la mappa della Siberia giunse nelle mani di Pietro il Grande, suscitò la sua straordinaria ammirazione.
All'interno del libro, Strahlenberg allegò nuove mappe dell'intera Russia, realizzate con la collaborazione di Johan Anton von Matérn. Suggerì inoltre un confine ben definito fra Europa e Asia all'interno del territorio russo, che è alla base della convenzione sul confine tra i due continenti oggi più seguita a livello internazionale: la "linea di von Strahlenberg".
Von Strahlenberg morì nel 1747 a Fröllinge, piccolo villaggio nei pressi di Getinge, nel cimitero della cui chiesa venne sepolto. Oggi Getinge è un paese appartenente alla municipalità di Halmstad, nella provincia svedese di Halland.

### Riscoperta dell'opera di von Strahlenberg
Nel 1879 l'opera di von Strahlenberg, che stava scivolando nell'oblio, fu riscoperta dal poliedrico scrittore, poeta e saggista svedese August Strindberg. Egli, il 15 febbraio 1879, tenne una conferenza dedicata a von Strahlenberg nella sede della Società svedese di antropologia e geografia, presentandolo come grande esploratore e ricercatore. Raccontò che stava compiendo delle ricerche nelle biblioteche di Stoccolma, per riscoprire l'opera e la vita dei prigionieri svedesi in Siberia, quando ritrovò l'accuratissima mappa della Siberia di Strahlenberg, in un magazzino librario.
Strindberg fece di più: divulgò la monumentale opera di esplorazione di Strahlenberg nel testo Johann von Strahlenberg e la sua mappa dell'Asia, edito dalla Società svedese di antropologia e geografia. Fu allora chiaro a tutti che von Strahlenberg aveva portato nuove conoscenze su tutte le questioni siberiane discusse in quel periodo dagli scienziati: oltre ad una cartografia sino ad allora insuperata, ci ha lasciato studi linguistici comparativi, relazioni zoologiche, geologiche, etnologiche e storiche dedicate all'immenso territorio siberiano.

## Il confine tra Europa e Asia secondo la linea di von Strahlenberg
Stati con territori esclusivamente europei (eccettuati i possedimenti d'oltremare)
     Territori europei di Russia, Turchia e Kazakistan
     Territori asiatici di Russia, Turchia e Kazakistan
     Stati con territori esclusivamente asiatici

### Premesse
Il confine tra Europa ed Asia seguito nell'Età antica passava per lo stretto di Kerč (detto allora "stretto Cimmerio") ed il fiume Don (Tanais), arrivando al Mar Glaciale Artico; alternativamente, lungo il fiume Rioni (Fasi) e il Mar Caspio. Già Erodoto e Strabone criticavano questa linea di confine, ma le loro posizioni erano isolate. Nel Medioevo, secondo il principio di autorità, si continuò a seguire la linea stabilita nell'antichità.
Nel XVI secolo, le relazioni dei viaggiatori dell'età delle esplorazioni geografiche cominciarono a mettere a fuoco fatti che mettevano in discussione il numero dei continenti, i loro confini e, tra l'altro, la suddivisione tra Europa ed Asia fino ad allora seguita; in particolare, le sorgenti del fiume Don, fino ad allora localizzate genericamente in una zona prossima al Mar Glaciale Artico, si scoprì esserne ben lontane, rivelando l'inadeguatezza del fiume come confine tra i due continenti. Si susseguirono allora varie proposte, ma nessuna di esse appariva convincente e il problema di stabilire un confine più esatto era oggetto di dibattiti tra i geografi.

### Proposta di von Strahlenberg

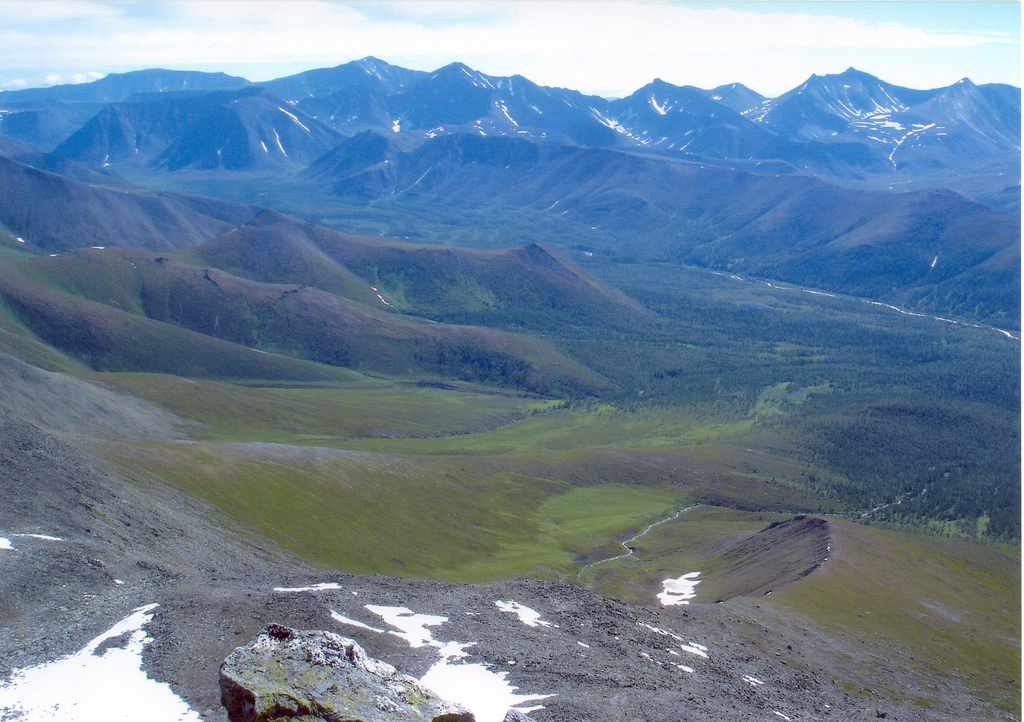
Gli Urali, catena che von Strahlenberg propose come confine convenzionale tra Europa ed Asia

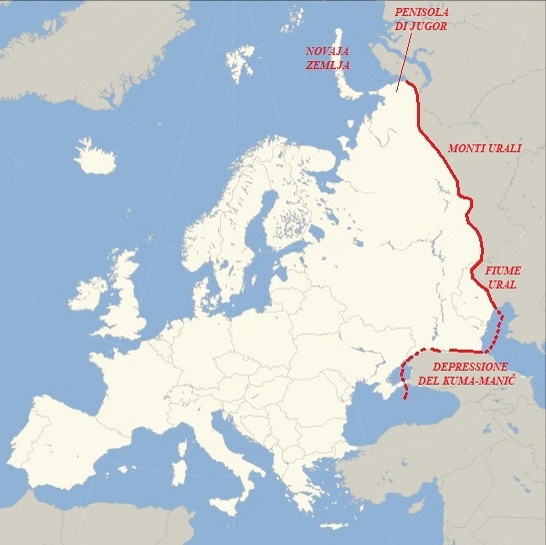
Linea di von Strahlenberg nella rettifica del 1958, ossia quella seguita oggi.

Solo nel XVII secolo la questione si avviò ad una soluzione, grazie proprio a von Strahlenberg. Il geografo svedese, in base ai suoi viaggi di studio, propose una linea di demarcazione tra il continente europeo e quello asiatico che partiva dal Mar Glaciale Artico, comprendendo in Europa la Novaja Zemlja e la penisola di Jugor, poi correva lungo i monti Urali, proseguiva lungo la bassa catena collinare dell'Obščij Syrt, poi lungo il Volga, dall'ansa di Samara all'attuale canale Volga-Don, poi seguiva la linea di questo canale e infine l'ultimo tratto del Don fino alla foce sul Mar d'Azov. Come si vede, la proposta di confine continentale di von Strahlenberg era netta per quanto riguarda la scelta degli Urali, più complessa nel tratto tra le pendici meridionali di questi monti e il mare d'Azov.
Il geografo di Pietro il Grande, Vasilij Tatiščev ebbe un ruolo notevole nella scelta della linea di confine euroasiatico, dandone una giustificazione storico-naturalistica. Strahlenberg e Tatiščev si erano incontrati nel 1720 a Tobol'sk, ed avevano collaborato intensamente, tanto che si pensa che le idee del russo abbiano influenzato le proposte di Strahlenberg. Peraltro, Tatiščev sosteneva il confine sugli Urali perché gli ideali di occidentalizzazione che sempre più si stavano diffondendo in Russia nella prima metà del XVIII secolo, a causa della politica di Pietro il Grande, rendevano inaccettabile la linea convenzionale precedente, che poneva il confine tra Europa e Asia lungo il corso del fiume Don, ossia in quello che ormai era considerato il cuore della Russia.

### Approvazione ufficiale (1730) e affermazione della proposta di von Strahlenberg
Nel 1730, il confine continentale proposto da von Strahlenberg fu approvato ufficialmente dalla zarina Anna I di Russia e convalidato nel 1777 dal biologo Peter Simon Pallas e poi anche dal geografo Carl Ritter, in base alle loro ricerche geologiche, botaniche e faunistiche. Questi ultimi due studiosi tracciarono il confine lungo il piede orientali degli Urali, considerati totalmente europei. Infatti questa lunga catena montuosa, che ad ovest si eleva dalla grande pianura russa in modo sfumato ed impercettibile, al contrario ad est termina con un dislivello ben tracciabile sulle carte ed evidente nel territorio.
Comprensibilmente, intellettuali e statisti russi furono entusiasti della linea proposta da von Strahlenberg, che donava unità geografica al cuore del loro Paese; la linea di Strahlenberg trionfò però non solo in Russia, ma anche nel resto d'Europa, specie dopo l'approvazione del confine sugli Urali da parte dello stimato geografo Conrad Malte-Brun.
Se il confine sugli Urali era ormai universalmente accettato, il tratto tra le pendici meridionali di questa catena montuosa e lo stretto di Kerč tracciato da von Strahlenberg (Obščij Syrt - Volga - linea sull'attuale canale Volga-Don - ultimo tratto del Don) richiedeva ulteriori aggiustamenti, in quanto mancava di quella semplicità ed immediatezza che si vorrebbero associati ad un confine continentale. 

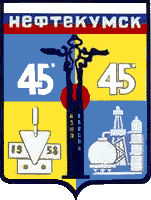
Stele Europa-Asia sullo stemma di Neftekumsk, città posta sulla depressione del Kuma-Manyč: una donna europea e una asiatica stringono un cerchio, simbolo di unione tra i due continenti

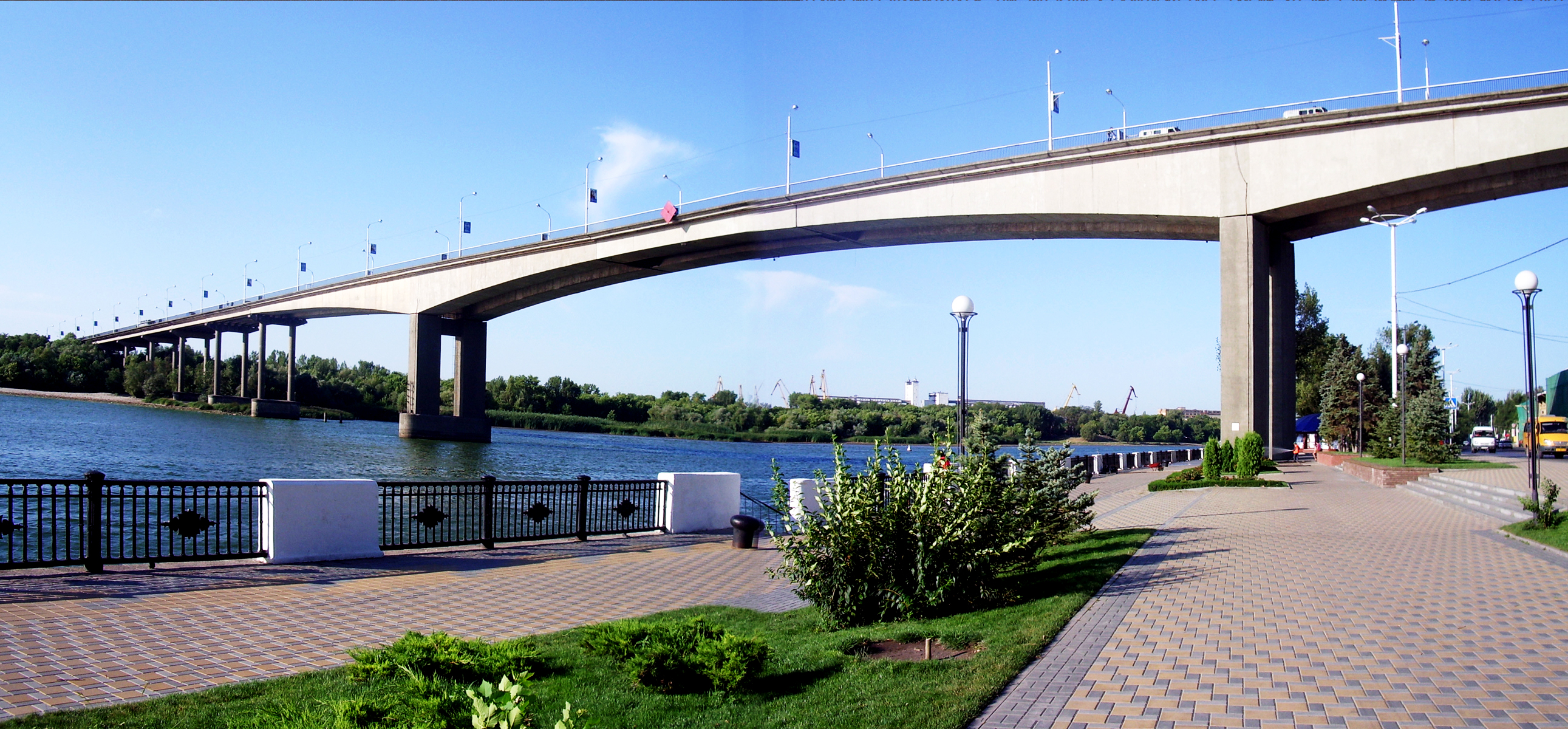
Il ponte Vorošilovskij a Rostov sul Don, che collega le due sponde del fiume e l'Europa all'Asia, come è stato ribadito dall'amministrazione di Rostov sul Don nel 2009

### Conferma e rettifica della Linea di von Strahlenberg (1958)
Nonostante l'adozione ufficiale della Linea di von Strahlenberg, alcuni geografi, pur accettando come confine il tratto degli Urali, per il tratto più controverso, ossia quello che dal Caspio arriva al Mar Nero, avevano proposto una linea alternativa: lo spartiacque del Gran Caucaso, che risultava dunque diviso tra i due continenti.
Nel 1958 la Società geografica dell'Unione Sovietica, oggi Società geografica russa, durante un convegno tenutosi nella sede di Mosca, ha discusso la questione della tracciatura del confine tra Europa e Asia e si è posta anzitutto la necessità di non dividere tra i due continenti né gli Urali, né il Caucaso, dato che ciascuna di queste due catene ha un'unica storia geologica.
Pertanto, si è stabilito formalmente di assegnare gli Urali interamente all'Europa e il Caucaso interamente all'Asia, proprio come proposto da von Strahlenberg, ma di elaborare una rettifica nel tratto Urali-Mar Nero per ragioni di semplicità. Conseguentemente si decise di tracciare il confine tra Europa e Asia lungo la base orientale degli Urali e dei Monti Mugodžary, quindi lungo il fiume Emba, la sponda settentrionale del Mar Caspio, la depressione di Kuma-Manyč e lo stretto di Kerč. Si tratta, come è evidente, di una sostanziale conferma della linea proposta da von Strahlenberg, sia pur con una rettifica. Questo confine tra Europa ed Asia venne quindi indicato agli autori dei libri di testo scolastici, per presentare agli studenti delle mappe continentali prive delle incertezze precedenti.

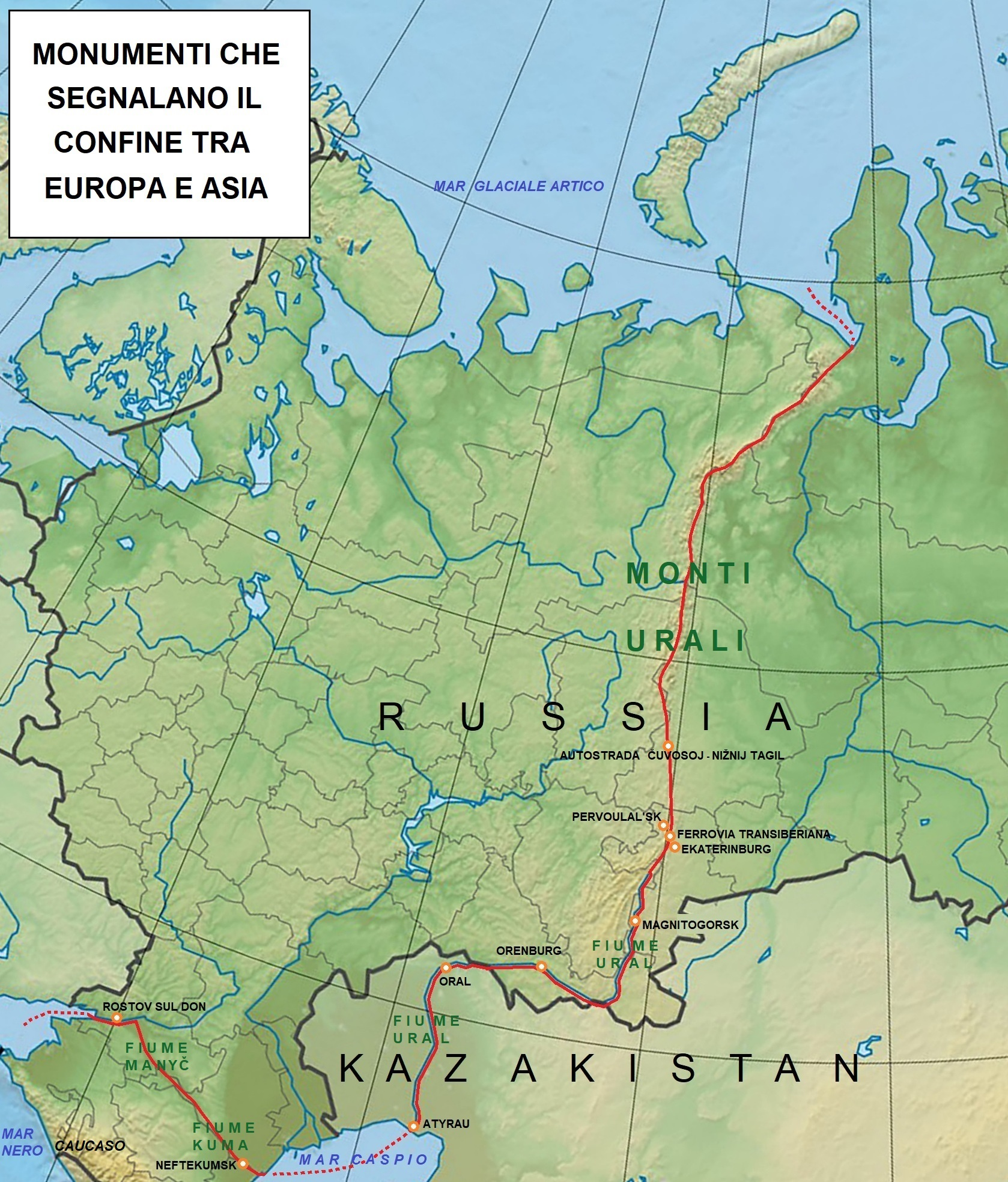
Localizzazione dei principali monumenti che segnalano il confine tra Europa e Asia

Le difficoltà contenute nella proposta originale di von Strahlenberg nel tratto tra il Mar d'Azov e gli Urali, grazie al convegno del 1958 della Società geografica dell'Unione Sovietica, erano state risolte.

### Sostituzione del fiume Emba con l'Ural
La convenzione oggi più generalmente accettata segue sostanzialmente la linea di Strahlenberg, con le modifiche apportate nel corso del congresso del 1958; tuttavia, per semplificare ulteriormente il tracciato dai monti Urali al mar Caspio, oggi si preferisce seguire il fiume Ural (linea A nella figura della sezione "Premesse"), piuttosto che l'Emba. Mentre infatti il fiume Ural nasce direttamente dai monti Urali, il fiume Emba nasce sulle colline Mugodžary in Kazakistan, ed è problematico tracciare il confine fra le ultime pendici dei monti Urali e le sorgenti del fiume Emba su tali alture.
Alcune importanti città sono poste sul confine Europa-Asia e sono perciò transcontinentali: Rostov sul Don sul fiume omonimo, Neftekumsk lungo la depressione del Kuma-Manyč, Orenburg, Magnitogorsk, Atyrau e Oral (Ural'sk) sul fiume Ural, Ekaterinburg e Pervoural'sk sugli Urali.

### Monumenti che segnalano il confine Europa-Asia
A partire dalla prima metà dell'Ottocento furono installati un centinaio di monumenti sul confine convenzionale Europa-Asia basato sulla linea di von Strahlenberg, con le rettifiche descritte nelle sezioni "Conferma e rettifica della Linea di von Strahlenberg" e "Sostituzione del fiume Emba con l'Ural".
Il primo monumento a segnalare il confine Europa-Asia fu quello di Pervoural'sk, eretto nel 1837 sul monte Berezovaja, di cui ha scritto anche il celebre scrittore Fëdor Dostoevskij.
I più notevoli monumenti che segnalano il confine Europa-Asia sono i seguenti.
- Sugli Urali: stazione polare Jugorskij Šar (Югорский Шар)[22], Ekaterinburg, Pervoural'sk, Monte Berezovaja, autostrada Čusovoj - Nižnij Tagil, ferrovia Transiberiana.
- Sul fiume Ural: Orenburg, Magnitogorsk, Atyrau, Oral (Ural'sk).
- Sulla depressione del Kuma-Manyč: Rostov sul Don, Neftekumsk[23] (in questo caso, la stele Europa-Asia è raffigurata nello stemma della città).

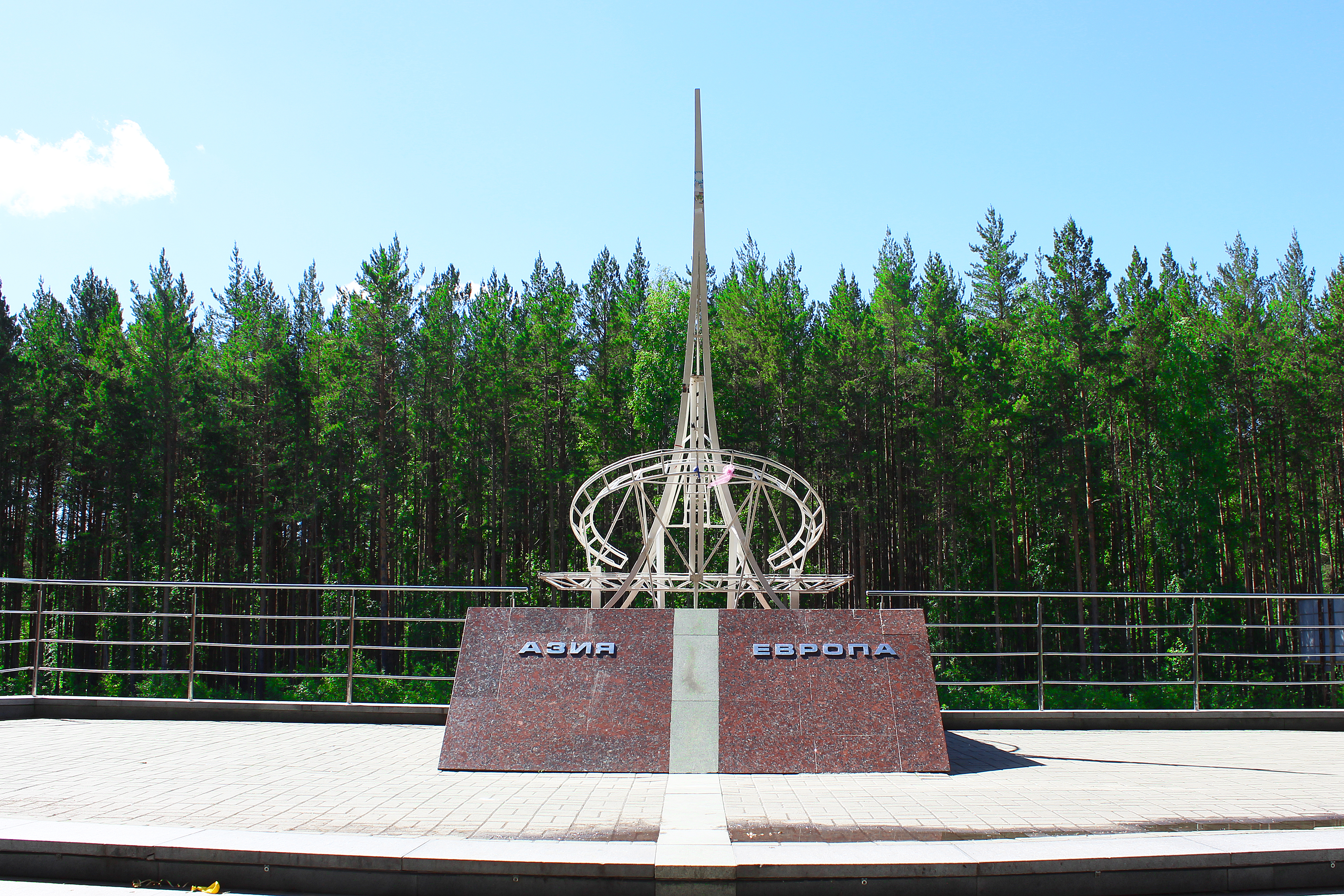
Dintorni di Ekaterinburg (Russia) - alla base ci sono pietre provenienti da Cabo da Roca (Portogallo), punto più occidentale dell'Europa e da Capo Dežnëv, punto più orientale dell'Asia (2004). Nella città di Ekaterinburg il confine Europa-Asia è ricordato anche da un rilievo posto sulla facciata della stazione ferroviaria.
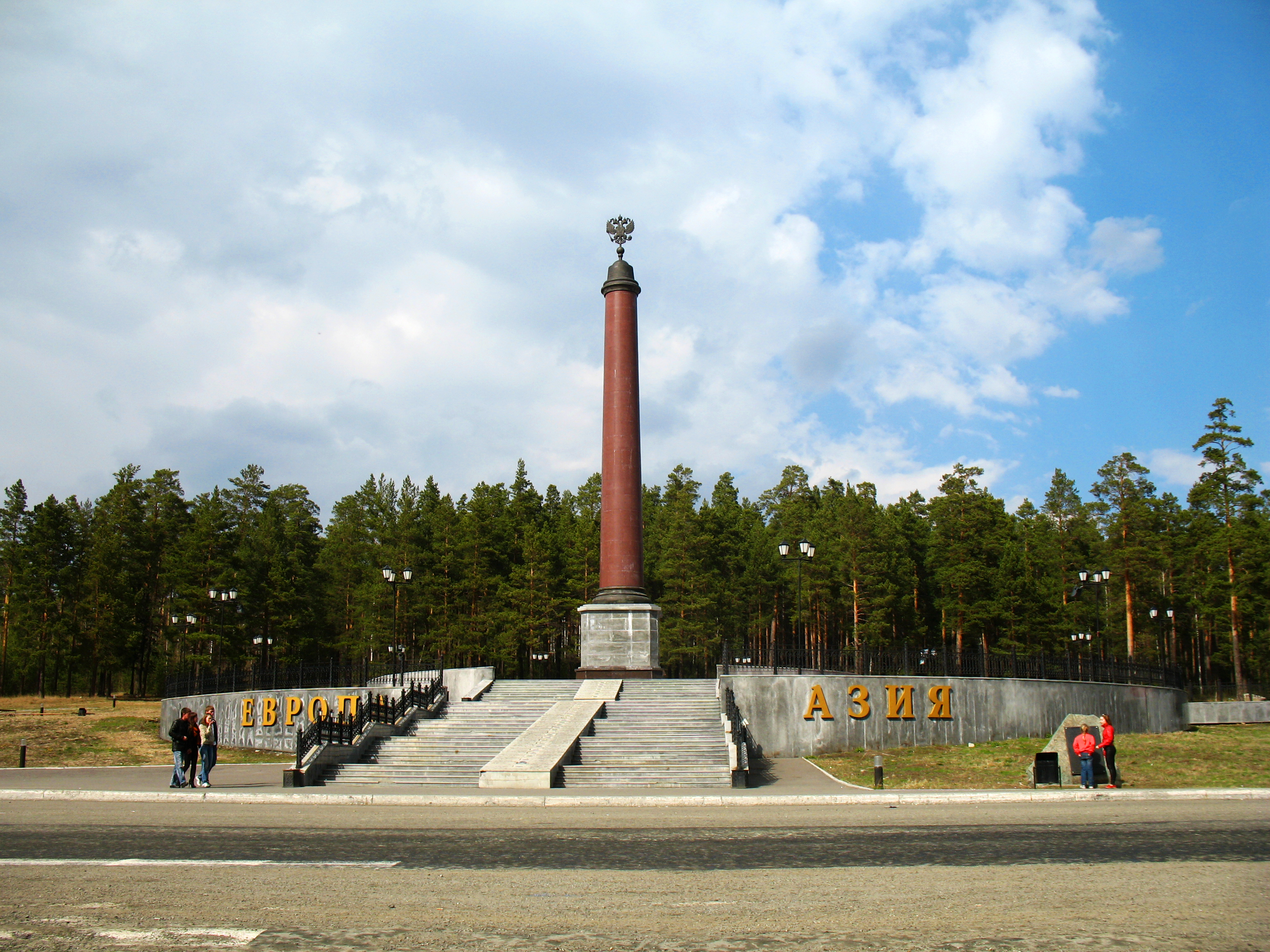
Monte Berezovaja (56°52'13.0"N 60°02'52.0"E), (Russia) - eretto nel 2008 al posto dei precedenti (1837, 1846) nei pressi di Pervoural'sk. La colonna al centro è alta 30 metri ed è coronata da un'aquila bicipite. Sorge sul luogo in cui fu eretto il primo monumento di segnalazione del confine continentale.
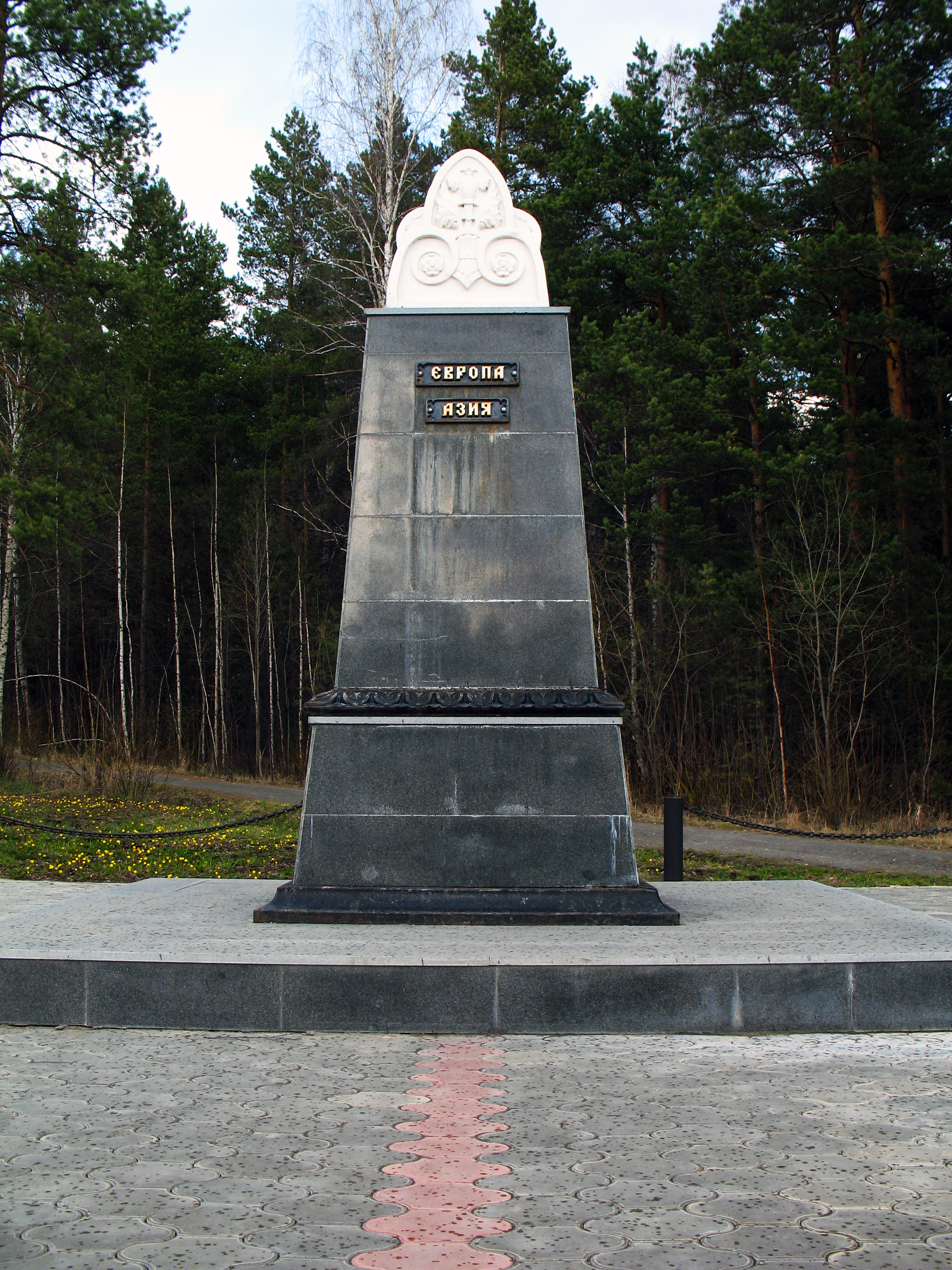
Pervoural'sk (Russia) - cippo che segnala il confine tra Europa ed Asia; era precedentemente situato sul monte Berezovaya e fu qui spostato nel 2008 per permettere la costruzione del grandioso monumento attuale, illustrato nella foto precedente.
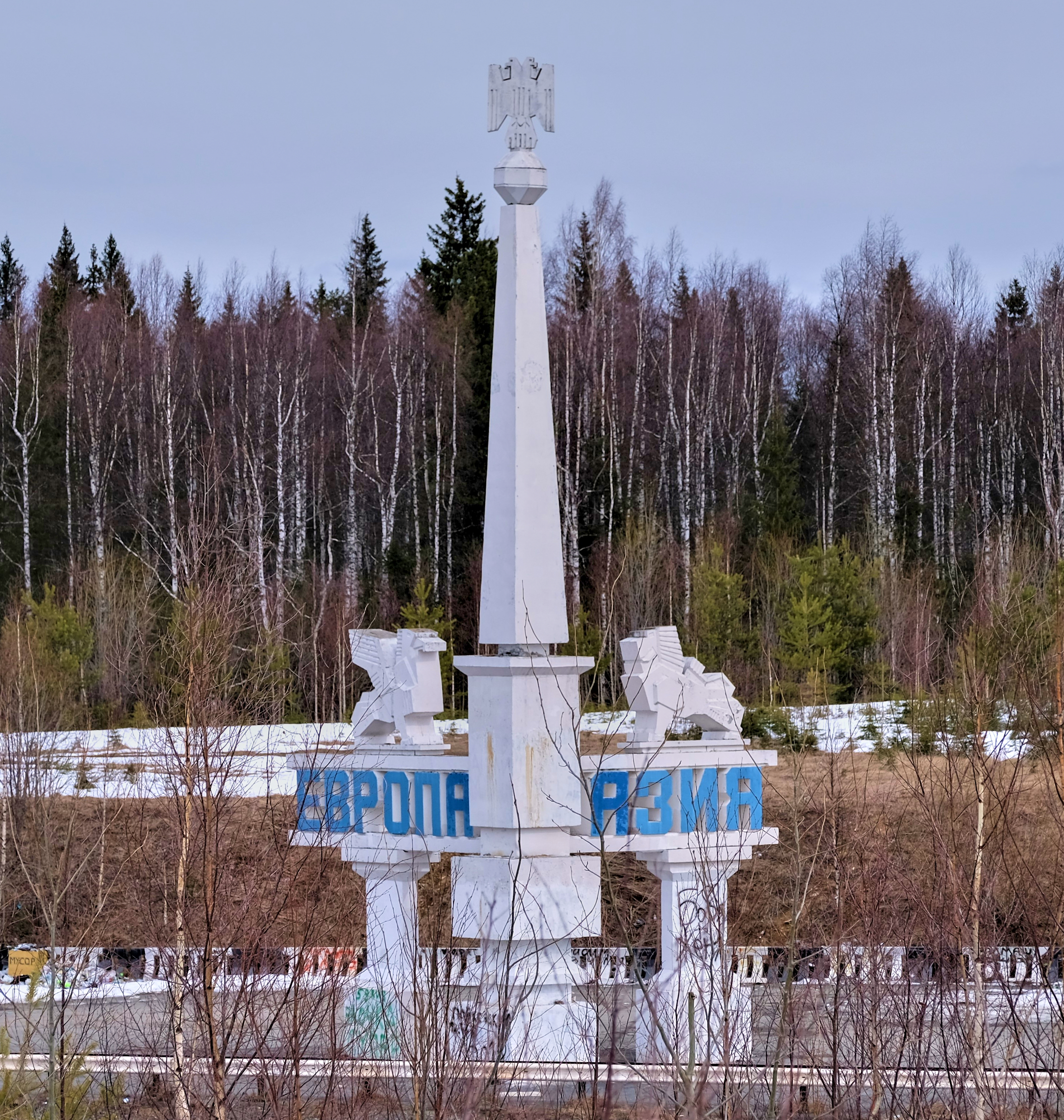
Autostrada Čusovoj - Nižnij Tagil (Russia) - la stele è sormontata da un'aquila bicipite e sopra alle scritte "Europa" e "Asia" sono presenti rispettivamente un grifone e un leone (2003).
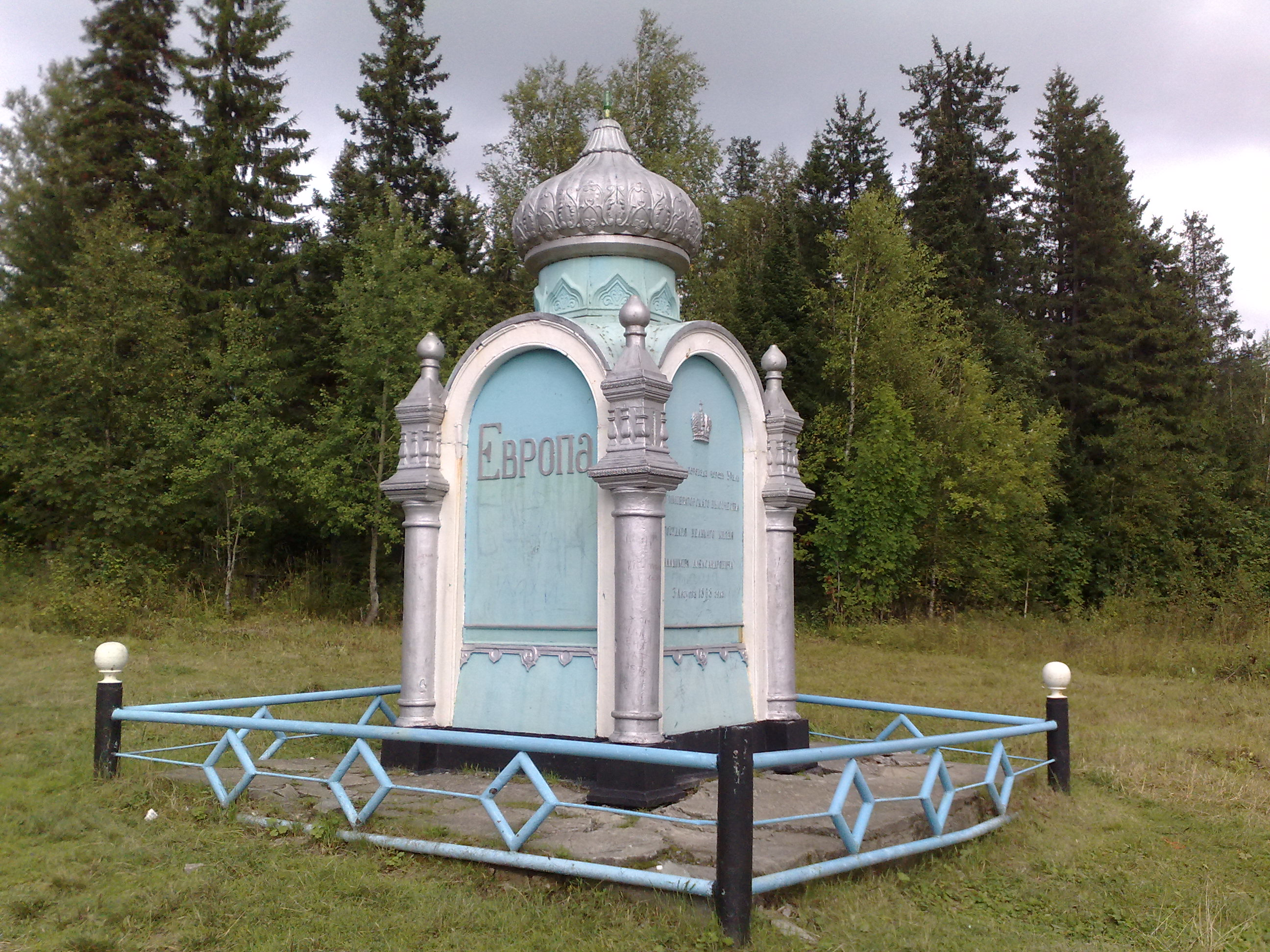
Monte Kedrovka, dintorni di Kušva (Russia) - segno di confine Europa-Asia, installato su iniziativa e a spese dei lavoratori delle miniere d'oro degli Urali (1868)
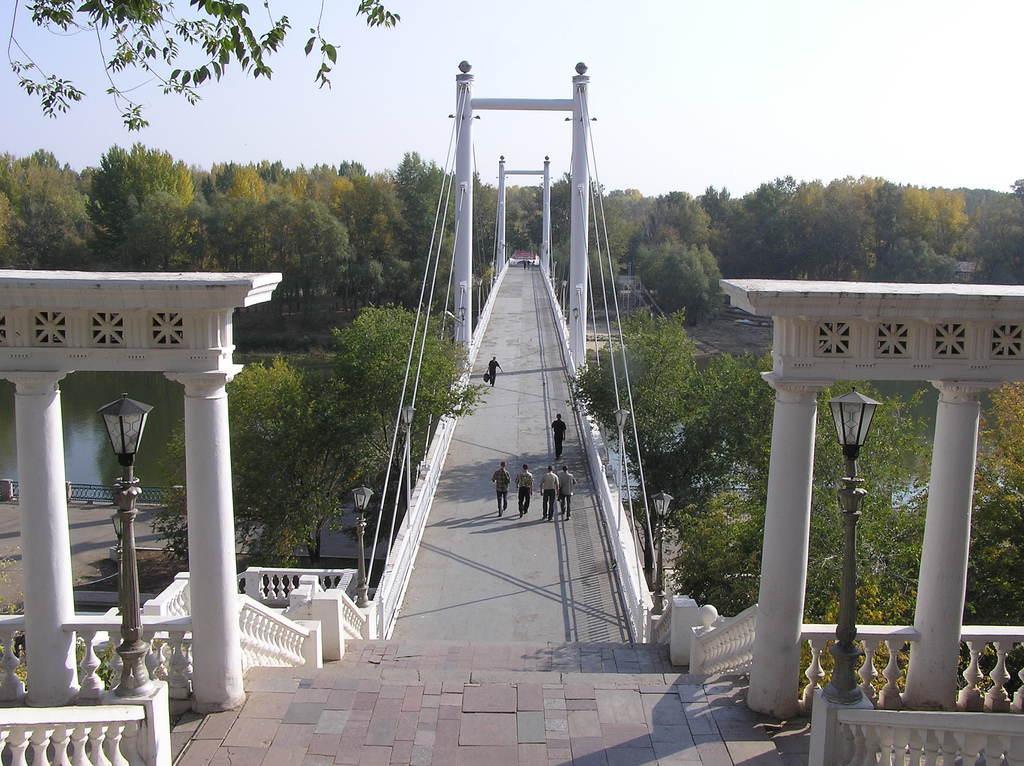
Orenburg (Russia) - il "Ponte Bianco", al cui centro si trovano due pilastri di confine con le scritte "Europa" e "Asia" (1982). A Orenburg il confine tra i due continenti è indicato anche da un obelisco alto più di quindici metri, che alla base reca due scritte a caratteri cubitali: ЕВРОПА (Europa) e АЗИЯ (Asia) (1981).
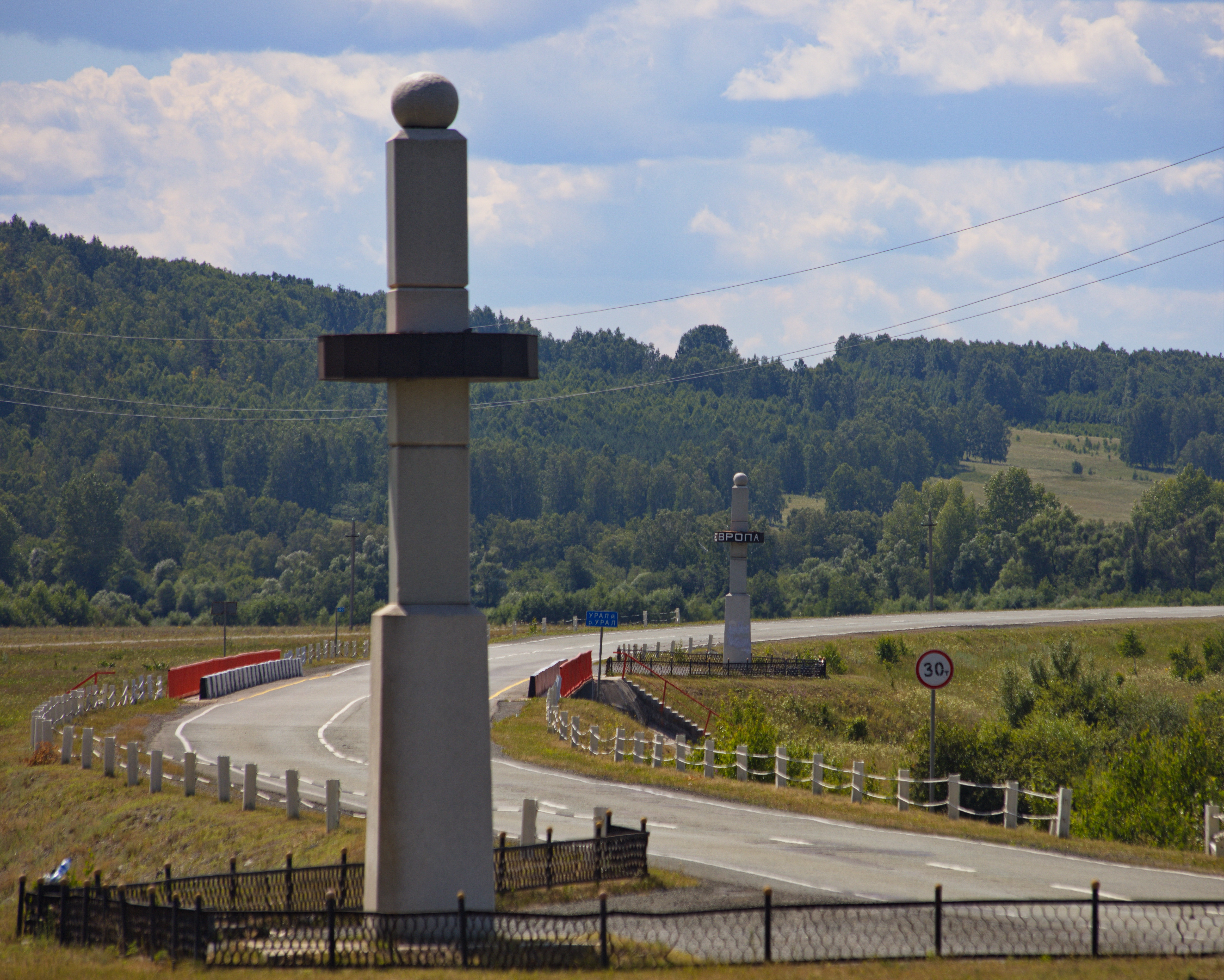
Oral - Ural'sk (Kazakistan) - obelischi di segnalazione del confine continentale. A Oral il confine è ricordato anche da un grande obelisco di marmo, vicino al ponte sul fiume Ural, sulla cui sommità poggia un globo azzurro con l'iscrizione "Europa-Asia" a forma di corona d'oro.
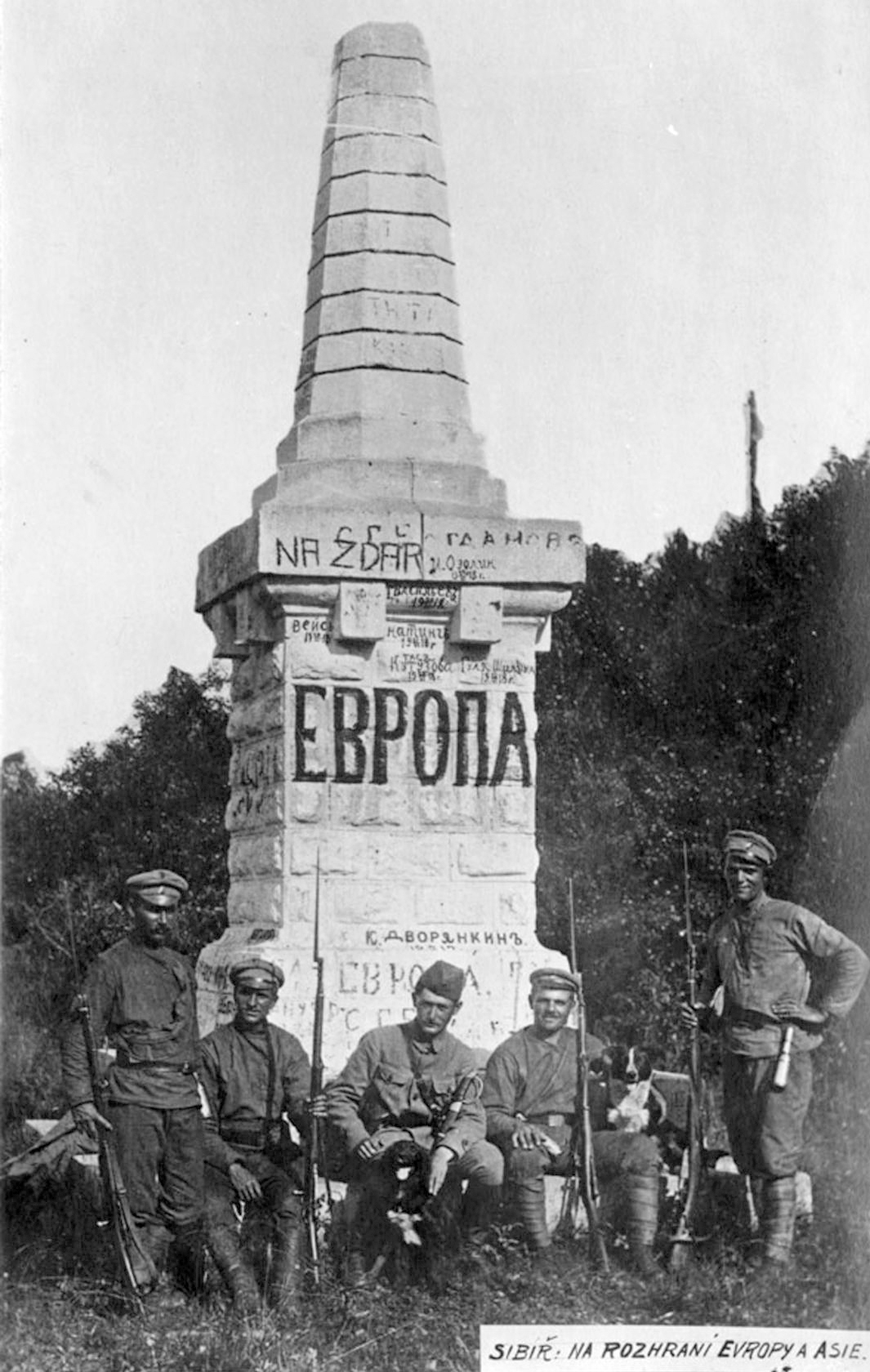
Ferrovia Transiberiana (Russia) - in questa foto storica , uno dei primissimi segni di confine continentale, nei pressi della stazione di Uržum. Fu inaugurato nel 1892 insieme alla stazione e al tratto della Transiberiana che attraversa il confine Europa-Asia. La foto è stata scattata nel 1918 e i soldati ritratti appartengono all'esercito cecoslovacco.
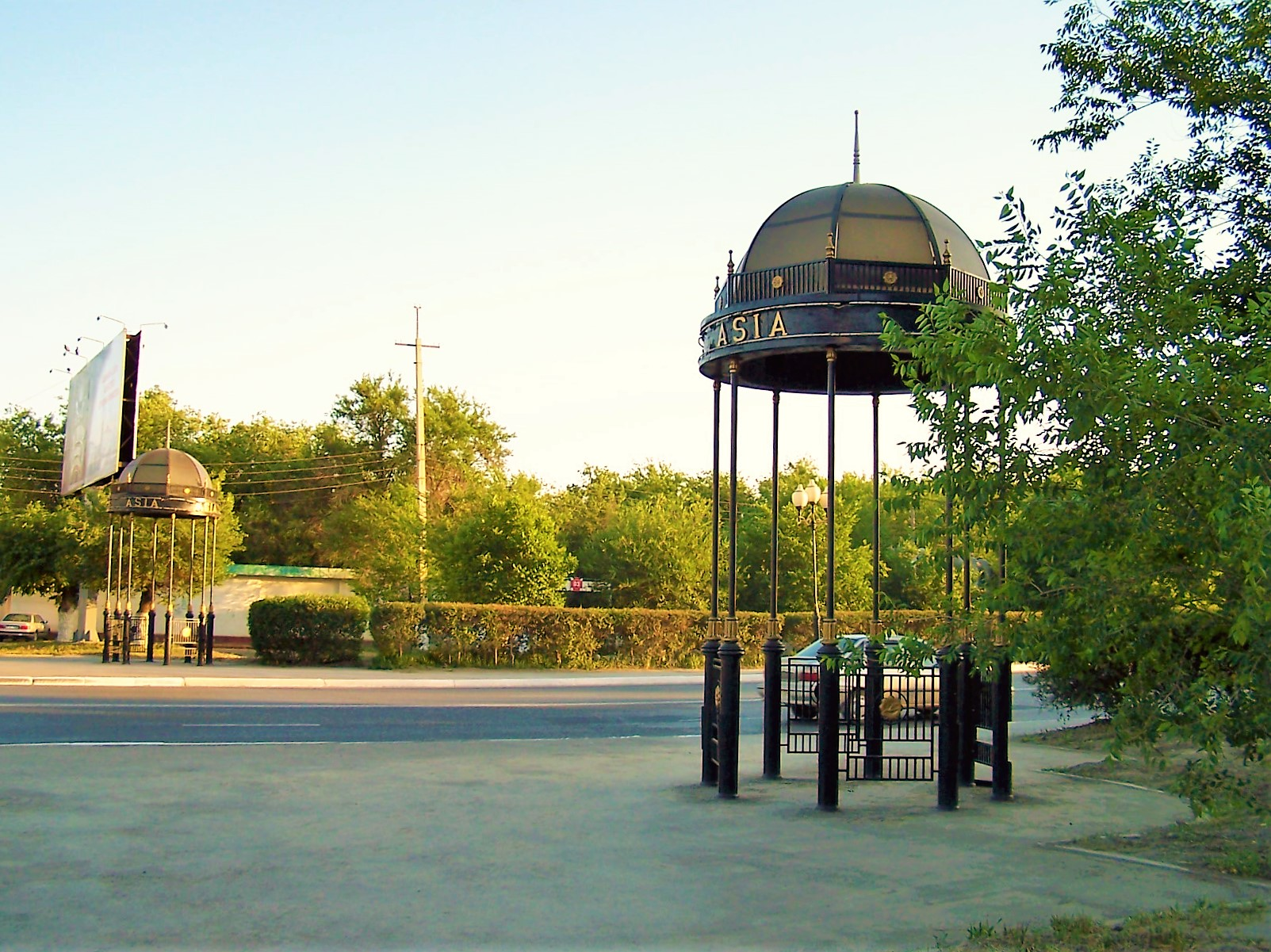
Atyrau (Kazakistan), piccoli padiglioni che segnalano l'ingresso in Asia, sulla testata asiatica del ponte sull'Ural; sulla riva opposta se ne trovano due identici che segnalano l'ingresso in Europa.
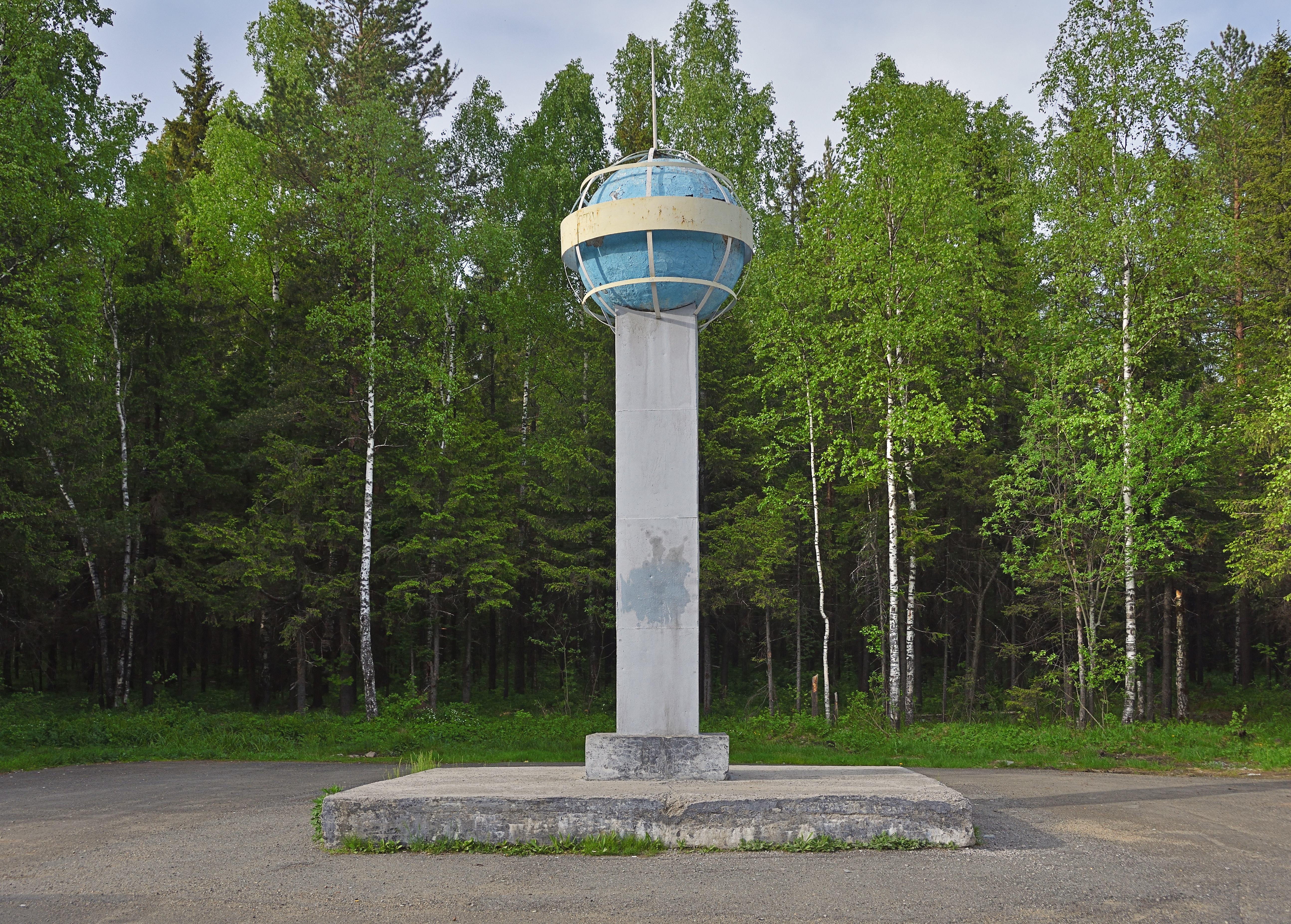
Uralets, oblast' di Sverdlovsk (Russia) - eretto nel 1961 e dedicato ai primi successi della cosmonautica sovietica, fu realizzato dagli operai dell'impianto meccanico nel villaggio di Uralets. Il pilastro è coronato da un globo terrestre e, originariamente, da un modellino della navicella spaziale Vostok.

### Altre linee di confine Europa-Asia

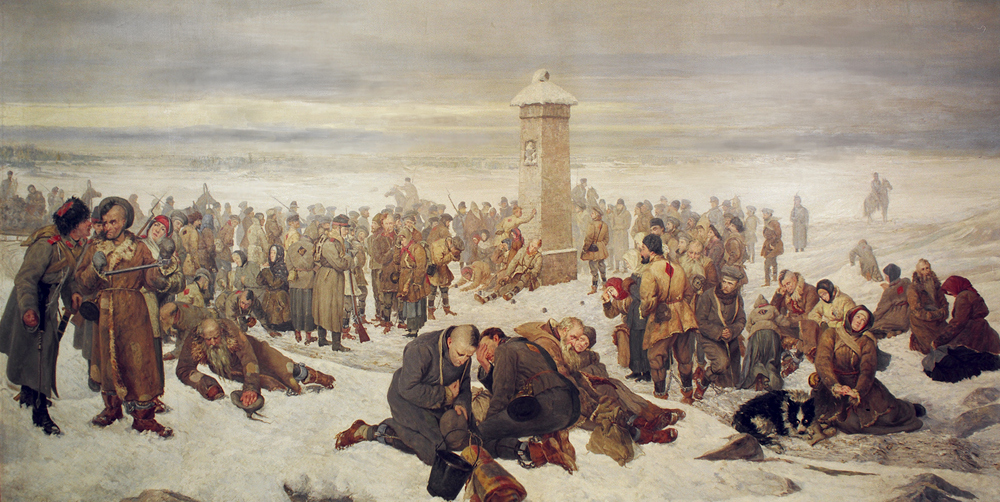
Addio all'Europa, di Aleksander Sochaczewski, dipinto che rappresenta i deportati polacchi vittime di una katorga che, mentre attraversano gli Urali, sostano nei pressi di un obelisco che segna il confine tra Europa ed Asia secondo la linea stabilita da von Strahlenberg. Gli Urali sono considerati oggi confine tra Europa ed Asia secondo tutte le convenzioni comuni

La convenzione che pone un tratto di confine euroasiatico lungo la depressione del Kuma-Manyč, per quanto sia la più seguita, non è universalmente accettata: alcuni geografi, specie quelli statunitensi e coloro che ne seguono i criteri preferiscono seguire la catena del Caucaso piuttosto che il corso dei due fiumi, in modo da far coincidere il confine continentale con i confini politici della Russia, secondo il criterio tipicamente statunitense di far prevalere criteri di geografia politica su quelli fisici; fu appunto il cartografo ottocentesco statunitense Alvin Jewett Johnson, infatti, a diffondere con le sue mappe l'idea del Caucaso come confine continentale, idea poi affermatosi definitivamente negli Stati Uniti quando, nel 1994, il Dipartimento di Stato, organo politico e non geografico, decise di adottare ufficialmente tale linea di demarcazione tra i due continenti.
Il confine sul Caucaso è inoltre uno dei punti cardine del concetto politico-economico di "Grande Eurasia", intendendo con tale espressione il territorio compreso nei confini dell'ex Unione Sovietica, avanzato nel 2016 dai presidenti della Russia Putin e del Kazakistan Nazarbaev al forum economico di San Pietroburgo. Anche altri testi, particolarmente quelli georgiani, pur adducendo ragioni politiche e culturali diverse dal concetto di "Grande Eurasia", perseguono il concetto di far corrispondere i confini continentali con quelli politici, siano essi quelli dell'ex Unione Sovietica oppure dell'area del Consiglio d'Europa, seguendo però in quest'ultimo caso una linea ancor più meridionale di quella del Caucaso, includendo in tal modo totalmente in Europa i territori transcaucasici della Georgia, dell'Armenia e dell'Azerbaigian.

## Opere
- (DE)  Philip Johan von Strahlenberg, Vorbericht eines zum Druck verfertigten Werckes von der Grossen Tartarey und dem Königreiche Siberien, mit einem Anhang von Groß-Russland ("Relazione preliminare di un'opera pronta per la stampa dalla Grande Tartaria e dal Regno di Siberia, con un annesso della Grande Russia"), Schneider, Stockholm 1726
- (DE) Philip Johan von Strahlenberg, Das Nord- und Östliche Theil von Europa und Asia ("Europa nord-orientale e Asia"), Stoccolma, 1730.